# Маликов Віктор Васильович
Віктор Васильович Маликов (нар. 29 жовтня 1941, тепер Російська Федерація) — український радянський діяч, тракторист колгоспу імені Жовтневої революції Красногвардійського району Кримської області. Депутат Верховної Ради УРСР 11-го скликання.

## Біографія
Освіта середня.
З 1964 року — екскаваторник Каргопольської меліоративної системи Архангельської області РРФСР.
З 1968 року — тракторист колгоспу імені Жовтневої революції села Олександрівка Красногвардійського району Кримської області.
Потім — на пенсії в селі Олександрівка Красногвардійського району Автономної Республіки Крим.

## Нагороди
- ордени
- медалі